# Đorđe Petrović (fotbollsspelare)
Đorđe Petrović, född 8 oktober 1999, är en serbisk professionell fotbollsmålvakt som spelar för Premier League-klubben Bournemouth. Han har även representerat det serbiska landslaget.

## Karriär
Den 30 augusti 2024 lånades Petrović ut av Chelsea till Ligue 1-klubben Strasbourg på ett säsongslån.